# Elaine Benes
Elaine Marie Benes es un personaje ficticio de la serie sitcom estadounidense Seinfeld (1989–1998), de la cadena NBC, interpretado por Julia Louis-Dreyfus. Es la exnovia de Jerry y amiga de Kramer y George. Louis-Dreyfus fue aclamada por su interpretación, recibiendo un premio Emmy, dos Premios del Sindicato de Actores y un Globo de Oro como Mejor Actriz de Reparto.

## Personalidad
Elaine siempre se ve positiva, pero muy superficial y siempre responde de una manera muy agresiva a las noticias sorprendentes, sean buenas o malas, como en el episodio «The Postponement», cuando Jerry le cuenta que George se compromete con Susan Ross.

## Creación, inspiración y aparición
En un principio, el personaje de Elaine no estaba pensado para ser el personaje femenino principal de la serie. En lugar de ella estaba "Claire" (interpretado por Lee Garlington), una camarera del restaurante Pete's Luncheonette, pero luego de unos cambios, se reemplazó al restaurante y al personaje. Los creadores de la serie, Larry David y Jerry Seinfeld, se vieron obligados a crear a Elaine porque NBC les exigió que crearan un personaje femenino, ya que la serie estaba muy centrada en los personajes masculinos. Así que Jerry se inspiró en su antigua novia, Carol Leifer, quien también es comediante.
Elaine apareció en el segundo episodio (cuando ya se habían logrado los cambios), como exnovia de Jerry, como amiga de George y como conocida de Morty y Helen Seinfeld.